# Dughall mac Somhairle
Dughall mac Somhairle (vieux norrois: Dufgáll), né vers 1140 mort vers 1192, fut roi titulaire de Man pendant l'exil en Norvège de Godfred V de Man de 1158 à 1164 et seigneur de Dunollie en 1164.

## Biographie
Dughall semble être le fils aîné de Sumarliði et de Ragnhillt de Man car c'est en son nom que son père réclame en 1156 la souveraineté sur l'île de Man et le titre de Roi des Isles.
Lors du partage des domaines qui intervient après la mort de Somerled en 1164 Dughall reçoit le domaine ancestral situé autour du Firth of Lorn et sans doute Morvern et Ardnamuchan sur la terre ferme ainsi que l'Mull et les autres îles de Coll, Tiree et la partie nord de Jura.
En 1175 il se reconnait vassal du roi Henri II d'Angleterre aucune autre information n'est parvenue sur lui, même pas la date de sa mort.
Il semble toutefois que c'est sa dispartition en 1192 qui soit à l'origine du conflit intervenu cette année-là pour le contrôle de son domaine insulaire, entre ses deux frères survivants Ragnald et Angus mac Somhairle, dont le second est sorti vainqueur selon les Chroniques de Man.

## Postérité
Dughall laisse trois fils
- Duggáll skröggr co-roi des Hébrides intérieures
- Dungaðr co-roi des Hébrides intérieures
- Uspak Haakon roi des Hébrides en 1230 (mort en 1231)

## Sources
- (en) Richard Oram Domination and Lordship. Scotland 1070-1230 Edinburgh University Press (Edinburgh 2011)  (ISBN 978-0-7486-1497-4) p. 114, 120, 128, 156-157 & Table généalogique 6 " Somerled and his family" .
- (en) Mike Ashley The Mammoth Book of British Kings & Queens Robinson (Londes 1998)  (ISBN 1841190969) « Ragnald King of the Isles » p. 434 et table généalogique no 26 p.  433.
- Jean Renaud Les Vikings et les Celtes Ouest-France Université (Rennes 1992)  (ISBN 2737309018).